# بورون
بورون، روستایی از توابع بخش افشار شهرستان خدابنده در استان زنجان ایران است.

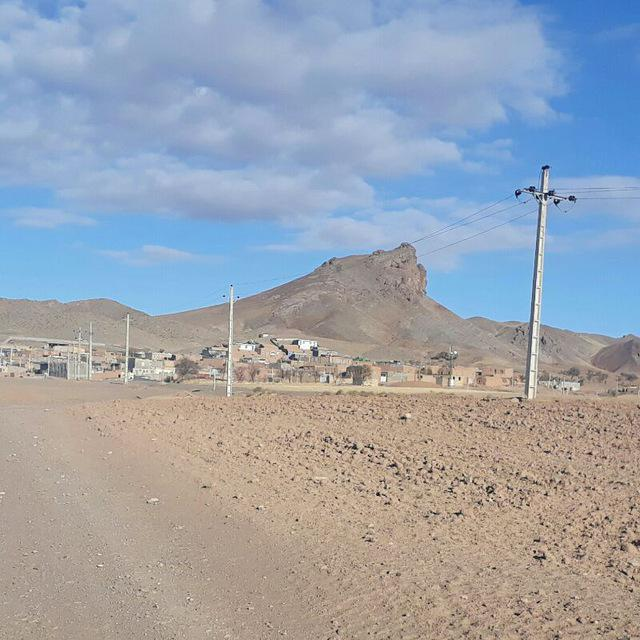
پاییز ۱۳۹۶ بورون

## جمعیت
این روستا در دهستان شیوانات در ۳۳ کیلومتری جنوب قیدار و از توابع بخش افشار قرار دارد و براساس سرشماری مرکز آمار ایران در سال ۱۳۸۵، جمعیت آن ۳۴۲ نفر (۶۸خانوار) بوده‌است؛ ولی این رقم در سال ۱۳۹۵ به 401 نفر رسیده‌است.

## اقتصاد و معیشت
اغلب ساکنین روستای برون به دلیل موقعیت طبیعی به شغل کشاورزی و دامداری می‌پردازند و گندم دیمی عمده‌ترین محصول تولیدی کشاورزان این روستا است و سهم عمده ای در تأمین معیشت ساکنین دارد. علاوه بر شغل کشاورزی، جوانان روستا در کارهای فصلی نیز شاغل می‌باشند.